# Boris Pasternak

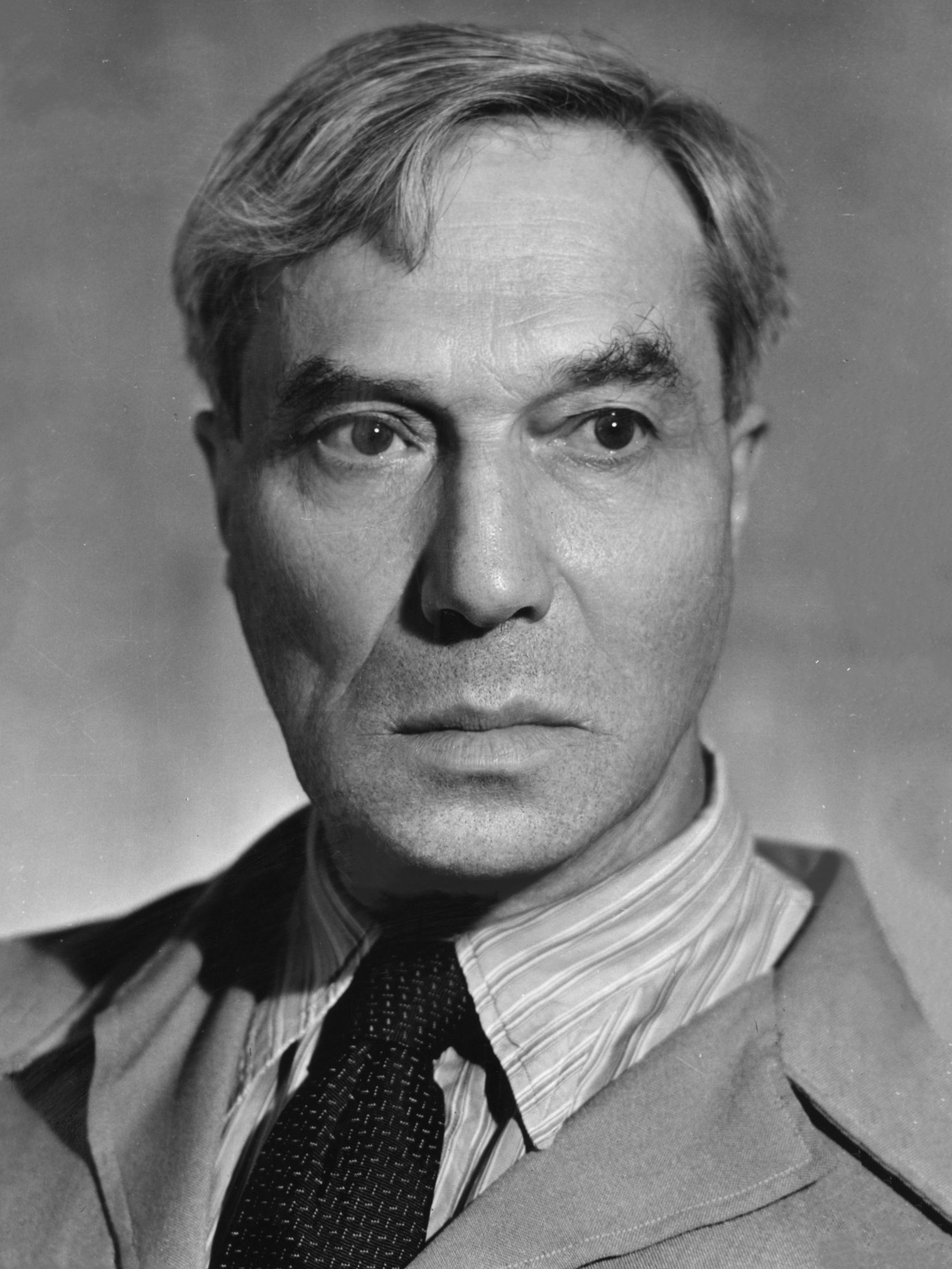
Boris Pasternak nel 1959

Boris Leonidovič Pasternak (in russo Борис Леонидович Пастернак? [bɐˈrʲis lʲɪɐˈnʲidəvʲɪtɕ pəstɨrˈnak] ; Mosca, 10 febbraio 1890 – Peredelkino, 30 maggio 1960) è stato uno scrittore e poeta russo.

## Biografia

### Formazione
(Boris Pasternak)
La data di nascita è il 29 gennaio 1890 secondo il calendario giuliano in vigore all'epoca in Russia, precisamente in Mosca, il 10 febbraio 1890 secondo il calendario gregoriano. Nato da agiata famiglia ebraica laica assimilata, trascorse l'infanzia in un ambiente intellettuale e artistico. Suo padre Leonid era artista e professore alla Scuola moscovita di pittura, mentre sua madre, Rosa Kaufmann, era pianista. Tra le personalità della cultura – musicisti, artisti e scrittori – Pasternak ebbe modo di incontrare a casa dei genitori anche Lev Tolstoj, per il quale suo padre Leonid illustrò i libri. In Autobiografia e nuovi versi, Pasternak fornisce una descrizione memorabile e commovente della Mosca della sua infanzia:

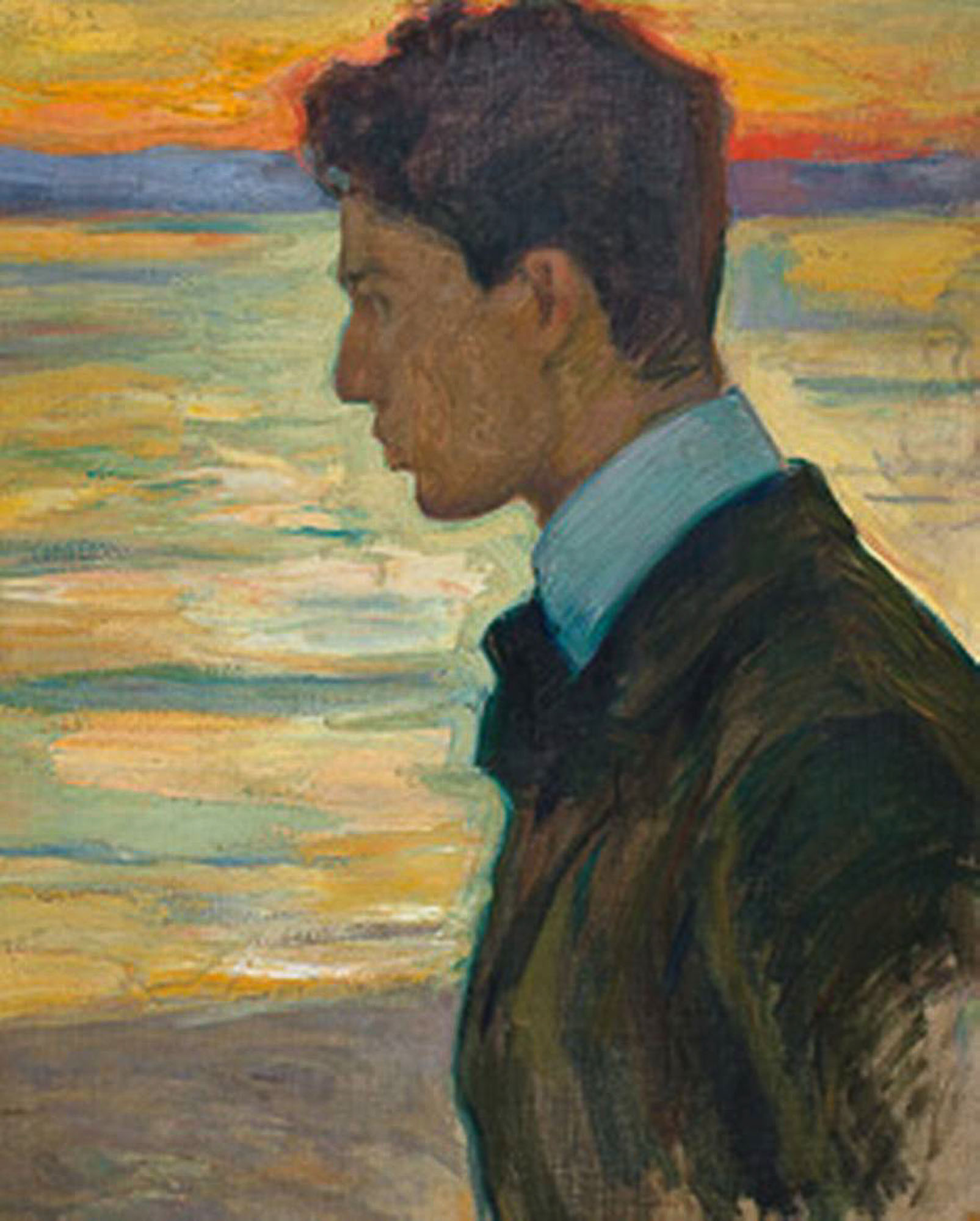
Pasternak in un dipinto del 1910 del padre Leonid

Fin dall'incontro con il compositore russo Skrjabin, Pasternak sognava di diventare pianista e compositore e si dedicava al pianoforte, alla teoria musicale e alla composizione. Compiuti gli studi al liceo tedesco di Mosca nel 1908, si iscrisse però alla facoltà di filosofia all'università di quella città. Durante il semestre all'Università di Marburgo, la Philipps-Universität, nell'estate del 1912 e dopo i viaggi in Svizzera e in Italia, maturò la sua decisione di dedicarsi alla poesia. In quegli anni scrisse le sue prime poesie, che uscirono nell'almanacco Lirika (Лирика) e mostrano l'influenza del simbolismo e del futurismo. Nel 1914 pubblicò la sua prima raccolta di poesie nel libro Il gemello sulle nuvole (Близнец в тучах), seguito da Oltre le barriere (Поверх барьеров, 1917), che gli portò un riconoscimento ampio negli ambienti letterari. Dal 1914 fu membro del gruppo di poeti futuristi Centrifuga (Центрифуга).
Nel 1922 Pasternak sposò Evgenija Vladimirovna Lourie da cui ebbe un figlio. Divorziarono nel 1931. Seguì un secondo matrimonio nel 1934 con Zinaida Nikolaevna Neuhaus; la famiglia si trasferì nel sobborgo moscovita di Peredelkino nel 1936. Tra le sue opere sono da segnalare anche diverse raccolte di poesie, alcune delle quali raccolte nel volume Autobiografia e nuovi versi, che poté pubblicare per la prima volta solo in Italia, e Il salvacondotto, sorta di opera autobiografica riferibile non tanto alle vicende della sua vita quanto alla sua vocazione intellettuale. Morì di cancro ai polmoni nella sua dacia la sera del 30 maggio del 1960.

### Il dottor Živago e il premio Nobel
(Boris Pasternak, Il dottor Živago)
Dopo la seconda guerra mondiale Pasternak mise mano al suo primo e unico romanzo, Il dottor Živago (Доктор Живаго). Il romanzo venne rifiutato dall'Unione degli Scrittori, che ai tempi del regime sovietico non poteva permettere la pubblicazione di un libro che, fortemente autobiografico, raccontava i lati più oscuri della Rivoluzione d'ottobre. La stesura dell'opera, che fu bandita dal governo, fu causa per l'autore di persecuzioni intellettuali da parte dei servizi segreti, che lo costrinsero negli ultimi anni della sua vita alla povertà e all'isolamento. A ogni modo il manoscritto riuscì a superare i confini sovietici e il libro, nel 1957, venne pubblicato per la prima volta in Italia, tra molte difficoltà, dalla Giangiacomo Feltrinelli Editore in un'edizione diventata poi storica, di cui subito parlò il critico letterario Francesco Bruno. Il libro si diffonderà in Occidente e nel giro di pochissimo tempo, tradotto in più lingue, diventerà il simbolo della testimonianza della realtà sovietica.
Nel 1958 Il dottor Živago frutterà a Pasternak il premio Nobel per la letteratura. Proprio l'assegnazione del premio scatenò una vicenda singolare che vide il coinvolgimento dei servizi segreti occidentali. Infatti il regolamento dell'Accademia Svedese, ente designato a scegliere il vincitore del Nobel per la letteratura, prevede che per ottenere il riconoscimento, l'opera in questione debba essere stata pubblicata nella lingua materna dell'autore, requisito di cui Il dottor Živago difettava. Pertanto, a pochi giorni dal momento in cui l'assegnazione avrebbe dovuto essere resa nota, un gruppo di agenti della CIA e dell'intelligence britannica riuscì a intercettare la presenza di un manoscritto in lingua russa a bordo di un aereo in volo verso Malta. Obbligarono così l'aereo a deviare, per entrare in possesso del manoscritto che, fotografato pagina per pagina, fu precipitosamente pubblicato su carta con intestazione russa e con le tecniche tipografiche tipiche delle edizioni russe, al fine di conformarsi alle regole per il conferimento del premio Nobel.
Pasternak scrisse delle lettere a Renate Schweitzer e a sua sorella, Lydia Pasternak Slater, nelle quali l'autore esprimeva la speranza di essere scavalcato dal Comitato Nobel a favore di Alberto Moravia e di essere devastato dai tormenti e dalle ansie al pensiero di mettere in pericolo i suoi cari.
Dapprima Pasternak inviò un telegramma a Stoccolma esprimendo la sua gratitudine attraverso parole di sorpresa e incredulità. Alcuni giorni più tardi, in seguito ad avvertimenti da parte del KGB circa la sua definitiva espulsione dall'Unione Sovietica e la confisca delle sue proprietà, lo scrittore con rammarico comunica all'organizzazione del premio la sua rinuncia per motivi di ostilità del suo Paese. Pasternak fu così costretto a rinunciare al denaro del premio e al riconoscimento che avrebbe trovato all'estero per non vedersi negata la possibilità di rientrare nell'URSS . Morirà due anni più tardi a Peredelkino, nei dintorni moscoviti, nel 1960.
Da questo capolavoro della narrativa novecentesca sarà tratto il film omonimo di successo (1965) con Omar Sharif, Julie Christie, Geraldine Chaplin, Alec Guinness, Rod Steiger. Una seconda versione filmata, più fedele al romanzo e di lunghezza più estesa, fu prodotta dalla BBC nel 2002, sotto la direzione di Giacomo Campiotti e con Hans Matheson, Keira Knightley e Sam Neill.
Il romanzo fu pubblicato legalmente in Russia solo nel 1988, durante le riforme introdotte negli ultimi anni dell'Unione Sovietica e promosse da Gorbačëv. Nel 1989 il figlio dell'autore Evgenij si recherà in Svezia per ritirare il premio spettante al padre 31 anni prima.
Evgenij Pasternak, il figlio dello scrittore, che ha dedicato la vita alla memoria del padre, pubblicando tra l'altro un'edizione critica in undici volumi dell'Opera Omnia e ripercorrendo il percorso esistenziale che aveva portato lo scrittore alla conversione cristiana, è morto a Mosca il 31 luglio 2012, all'età di 89 anni.

## Opere scelte
- Il gemello sulle nuvole (Близнец в тучах, 1914, poesie); testo russo a fronte. Traduzione e cura di Paola Ferretti, Firenze: Passigli Editori, 2024.
- Oltre le barriere (Поверх барьеров, 1917)
- Temi e variazioni. Testo russo a fronte; (Темы и вариации, 1917, poesie), testo russo a fronte. Traduzione e cura di Paola Ferretti, Firenze: Passigli Editori, 2018.
- L'infanzia di Ženja Ljuvers (Детство Люверс, 1918, racconto)
- Mia sorella la vita (Сестра моя — жизнь, 1922, poesie); testo russo a fronte. Traduzione e cura di Paola Ferretti, Firenze: Passigli Editori, 2021.
- Temi e variazioni (Темы и вариации, 1923, poesie); testo russo a fronte. Traduzione e cura di Paola Ferretti, Firenze: Passigli Editori, 2019.
- L'anno 1905 (Девятьсот пятый год, 1925/26, poemetto)
- Il tenente Schmidt[7] (Лейтенант Шмидт, 1926/1927, poemetto)
- Il salvacondotto, Ricordi (1931)
- Seconda nascita (Второе рождение, 1932, poesie); testo russo a fronte. Traduzione e cura di Caterina Graziadei, Firenze, Passigli Editori, 2022.
- Sui treni mattinali (На ранних поездах, 1943, poesie); testo russo a fronte. Traduzione e cura di Elisa Baglioni, Firenze: Passigli Editori, 2019.
- La vastità terrestre (Земной простор, 1945, poesie)
- Quando rasserena. (Когда разгуляется, 1956/1959, poesie); testo russo a fronte. Traduzione e cura di Alessandro Niero, Firenze: Passigli Editori), 2020.
- Il dottor Živago (Доктор Живаго, 1957, romanzo); traduzione di Pietro Zveteremich, Milano: Feltrinelli, 1958, 1959.
- Autobiografia e nuovi versi
- Parole salvate dalle fiamme. Ricordi e lettere
- Quintessenza. Saggi sulla letteratura e sull'arte
- Le tue lettere hanno occhi
- Lettere agli amici georgiani
- Traduzione da Shakespeare di Amleto (Гамлет, 1939), Romeo e Giulietta (Ромео и Джульетта, 1942), Antonio e Cleopatra (Антоний и Клеопатра, 1943), Otello (Отелло, 1944), Enrico IV (Король Генрих Четвертый, 1945), Re Lear (Король Лир, 1947), Macbeth (Макбет, 1950)
- Storia di una controttava e altri racconti; a cura di Ljiljana Avirovic Rupeni (Storia di una controttava, La fanciullezza di Ženja Ljuvers, Il tratto di Apelle, Lettere da Tula) Gruppo editoriale Edizioni Mediterranee Hermes, Arkeios, Studio Tesi Roma 2021